# Pytomnyk
Pytomnyk (ukr. Питомник) – osiedle na Ukrainie, w obwodzie charkowskim, w rejonie charkowskim. W 2001 liczyło 205 mieszkańców.